# Lunan (Lot)
Lunan település Franciaországban, Lot megyében. Lakosainak száma 614 fő (2022. január 1.). Lunan Capdenac, Figeac, Lentillac-Saint-Blaise, Saint-Félix, Saint-Jean-Mirabel és Viazac községekkel határos.

## Népesség
A település népességének változása:
| Lakosok száma | 186  | 309  | 314  | 473  | 559  | 564  | 567  | 593  | 606  | 614  |
|               | 1968 | 1982 | 1990 | 2006 | 2013 | 2015 | 2017 | 2019 | 2020 | 2022 |